# Ḩaq ol Khvājeh
Ḩaq ol Khvājeh (persiska: حق الخواجه, ‘Aqel Khvājeh, Akīl Khvājeh, Āghel Khvājeh, Ḩaqq el Khvājeh, ‘Aqīl Khvājeh, Ḩaqq ol Khvājeh, اَكيل خواجِه, آغِل خواجِه, عَقِل خواجِه, حَقّ الخواجِه, حَقّ اِل خواجِه, عَقيل خواجِه) är en ort i Iran.   Den ligger i provinsen Semnan, i den norra delen av landet, 400 km öster om huvudstaden Teheran. Ḩaq ol Khvājeh ligger 1 310 meter över havet och antalet invånare är 481.
Terrängen runt Ḩaq ol Khvājeh är kuperad. Runt Ḩaq ol Khvājeh är det ganska glesbefolkat, med 26 invånare per kvadratkilometer. Ḩaq ol Khvājeh är det största samhället i trakten. Omgivningarna runt Ḩaq ol Khvājeh är i huvudsak ett öppet busklandskap.